# Chaetocercus berlepschi
Chaetocercus berlepschi là một loài chim trong họ Trochilidae.